# Phasianelle des Philippines
Macropygia tenuirostris
Espèce
Statut de conservation UICN

 LC  : Préoccupation mineure
La Phasianelle des Philippines (Macropygia tenuirostris) est une espèce de pigeon du genre Macropygia.

## Répartition
Cet oiseau vit à Lanyu, Batanes et aux Philippines.

## Sous-espèces
Selon Alan P. Peterson, il en existe deux sous-espèces
- Macropygia tenuirostris phaea McGregor 1904
- Macropygia tenuirostris tenuirostris Bonaparte 1854